# 구니노미야 아사히코 친왕

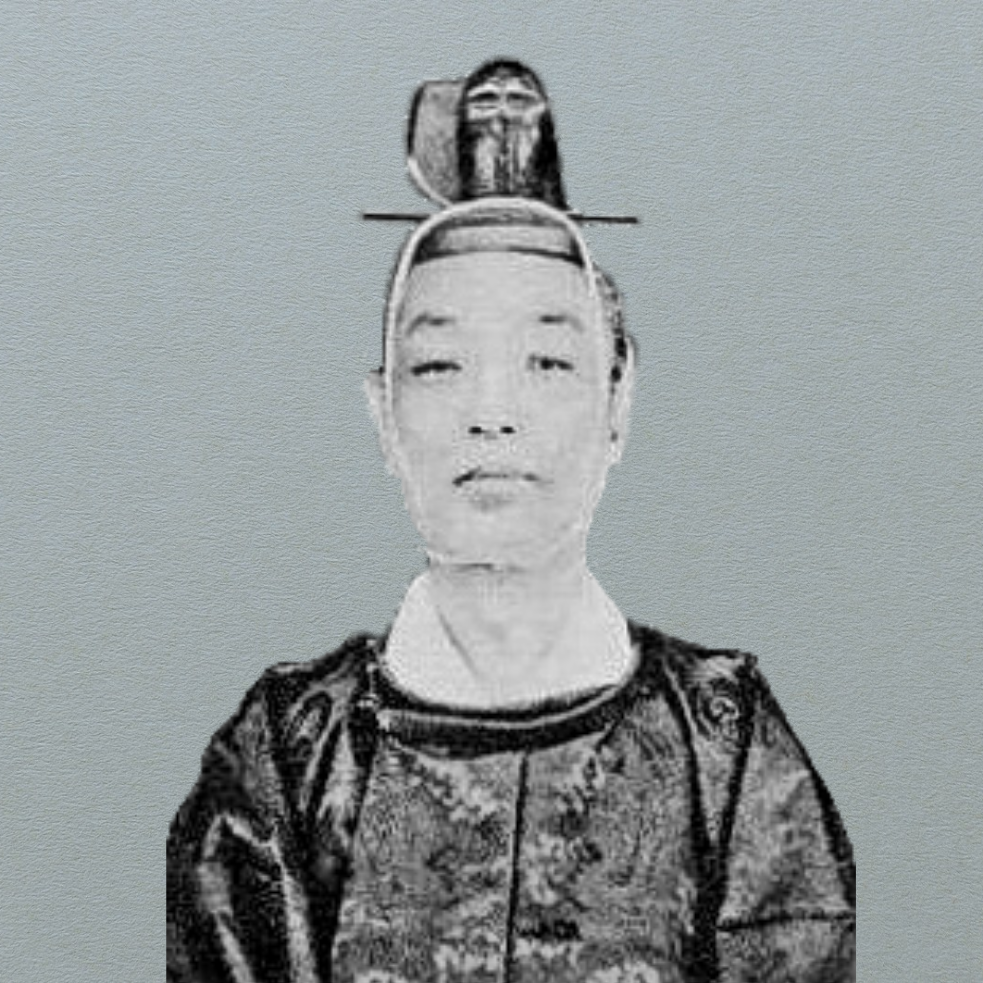
구니노미야 아사히코 친왕

구니노미야 아사히코 친왕(일본어: 久邇宮朝彦親王, 분세이 7년 음력 1월 28일(1824년 2월 27일) - 메이지 24년(1891년) 10월 25일)은 막말에서 메이지 시대까지 활동한 일본의 황족으로 나카가와노미야(中川宮)라는 호칭으로도 알려져 있다. 닌코 천황부터 메이지 천황까지 3대를 거쳐 천황의 조언자로서 활약하였다.

## 생애

### 가계
황위계승서열에 우선하는 4대 세습친왕가 중 하나인 후시미노미야의 20번째 당주인 후시미노미야 구니이에 친왕(伏見宮邦家親王)의 4남이다. 여러 이름을 부여받았으나 흔히 '아사히코 친왕' 혹은 '나카가와노미야'로 불렸다. 또한 야마시나노미야 아키라 친왕(山階宮晃親王), 히가시후시미노미야 요리히토 친왕, 기타시라카와노미야 요시히사 친왕, 후시미노미야 사다나루 친왕, 간인노미야 고토히토 친왕의 이복형제이기도 하다.

### 초기
일찌감치 후계자가 아닌 황족들이 다수 그랬던 것처럼 승려가 될 것으로 여겨져 1831년 교토 혼노지(本能寺)에 보내졌고, 이후 1836년 나라의 고후쿠지(興福寺)로 거처를 옮겼다. 1837년 닌코 천황의 유자(猶子)가 되어 친왕(親王)에 봉해지고 '나리요리(成憲)'라는 이름을 하사받았으며 1838년에는 고후쿠지 내의 이치조인(一乗院)의 문주(門主)가 되면서 '존오에(尊応)'의 법명을 부여받았다. 1852년(가에이 7년), 천태종 계의 쇼렌인(青蓮院)의 문주(門主) 자리에 올라 법명을 '존유우(尊融)'로 개칭하였다. 이후 쇼렌인노미야(青蓮院宮) 혹은 당시 절이 있던 지역의 이름을 따 아와타노미야(粟田宮)로도 불렸다.

## 자녀
아사히코 친왕은 네 명의 여관(女房, 뇨보)와의 사이에서 9남 9녀를 두었다.
- 이즈미데이 시즈코(泉亭靜枝子)
  - 지타노미야(智當宮)
  - 무치마로
  - 가야노미야 구니노리 왕(賀陽宮邦憲王)
  - 이케다 아키코(安喜子) : 이케다 다다마사(池田詮政) 후작에게 하가
  - 히로코 여왕(飛子女王)
  - 구니노미야 다카 왕(久邇宮多嘉王)
  - 노부 왕(暢王)

- 이즈미데이 마키코(泉萬喜子)
  - 히가시소노 사카코(栄子) : 히가시소노 모토나루(東園基愛) 자작에게 하가
  - 다케우치 아야코(絢子) : 다케우치 고레타다(竹内惟忠) 자작에게 하가
  - 구니노미야 구니요시 왕(久邇宮邦彦王)
  - 센고쿠 모토코(素子) : 센고쿠 마사유키(仙石政敬) 자작에게 하가
  - 미부 스즈코(篶子) : 미부 모토요시(壬生基義) 백작에게 하가
  - 야쓰코 여왕
  - 다라시히코 왕

- 하라다 미쓰코(原田光枝子)
  - 나시모토노미야 모리마사 왕(梨本宮守正王) : 이방자 여사의 아버지, 영친왕의 장인

- 데라오 우타코(寺尾宇多子)
  - 오다 아쓰코(純子) : 오다 히데자네(織田秀實) 자작에게 하가
  - 히가시쿠니노미야 나루히코 왕(東久邇宮稔彦王) : 총리대신 역임, 메이지 천황의 딸 도시코(聡子)와 결혼

- 쓰노다 스가코(角田須賀子)
  - 아사카노미야 야스히코 왕(朝香宮鳩彦王)